# Iglesia de San Julián y Santa Basilisa (Torrejón del Rey)
La iglesia de San Julián y Santa Basilisa es una iglesia de España situada en el municipio de Torrejón del Rey, en la provincia de Guadalajara, Castilla-La Mancha. Fue declarada Bien de Interés Cultural en la categoría de monumento el 23 de junio de 1996.

## Historia y descripción
Su construcción data de comienzos del siglo xvi cuando se edificó el templo adosado a la torre-campanario, que preda en el tiempo al resto del conjunto: inicialmente era una torre de vigilancia musulmana que a mediados o finales del siglo xiv se volvió a reconstruir en estilo mudéjar con similares funciones. La iglesia cuenta con una única nave rectangular construida en aparejo de tapial, forjada en hiladas de ladrillo con pilastras del mismo material; inicialmente su puerta principal se encontraba enmarcada en un atrio situado todo ello en el muro meridional que en la actualidad presenta importantes y definitivas modificaciones de principios del siglo xx, periodo durante el cual fue sacrificada dicha fachada para construir la vivienda parroquial. En el muro de poniente se encuentra situada la actual puerta de entrada, construida entre 1540 y 1543 por Pedro de la Bodega. El ábside, de forma poligonal, presenta en sus muros exteriores tres arcos ciegos de medio puntoy contrafuerte moderno de ladrillo visto. La nave, adosada a la torre por el nordeste y formando un ángulo con el ábside, ha sufrido numerosas reformas. El material empleado en la construcción es el ladrillo con refuerzos de sillarejo para la base.